# Nakládané okurky
Nakládané okurky, v Česku známé také jako znojemské okurky, jsou okurky zalité sladkokyselým nálevem – lákem a posléze zavařené (na rozdíl od kvašáků, kde je konzervace dosaženo mléčným kvašením). Nakládané okurky jsou klasický pokrm mnoha kuchyní, například české, moravské, slovenské, polské a ruské. Pověstné a ceněné jsou také nakládané okurky z Lužice v Německu. Pro zavařování se používá okurka polní (nakládačka), přidává se koření a lák.

## České nakládačky
Tradičních receptů je velmi mnoho. Následující recept i postup je pouze ilustrační. 

### Příprava
Do vypařených sklenic se naskládají omyté propíchané[zdroj⁠?!] okurky, menší a pevnější jsou lepší. Přidá se několik koleček oloupané cibule, mrkve, kořenové petržele, snítka kopru, 1 až 2 bobkové listy, 3 kuličky nového koření, 5 kuliček pepře, 10 zrnek hořčičného semínka a může se přidat několik koleček křenu. Takto naplněná sklenice se poté zalije lákem.

### Lák na okurky
Přípravek pro výrobu láku se dá koupit v obchodě (např. NOVA a DEKO), nebo vyrobit vlastní. Domácí lák se připravuje přímo ve sklenici, tím, že se přidá 8 lžiček cukru nebo tabletek sacharinu, lžičku soli, 1 dl octa a dolije se studenou vodou, nebo se připraví zvlášť a do sklenice dolévá hotový, vlažný. Ten se svaří v 1,7 litru vody, 380 ml octa, 80 g soli, 300 g cukru a 16 g kyseliny citronové.

### Zavaření
Sklenice se pevně zašroubují nebo zavřou pomocí zavařovací hlavy a vloží se do utěrkou vyloženého hrnce s vodou, tak, aby byly sklenice ponořené zhruba do tři čtvrtě jejich výšky. Sklenice se sterilizují 20 minut při 80 až 90 stupních. Po dokončení se nechají zchladnout dnem vzhůru.

### Použití
Kyselé okurky jsou výborné k masům, pečeným a vařeným bramborům, těstovinám, hrachové a bramborové kaši a dalším pokrmům a lák od okurek může pomoci při kocovině kvůli obsahu solí.

## Galerie

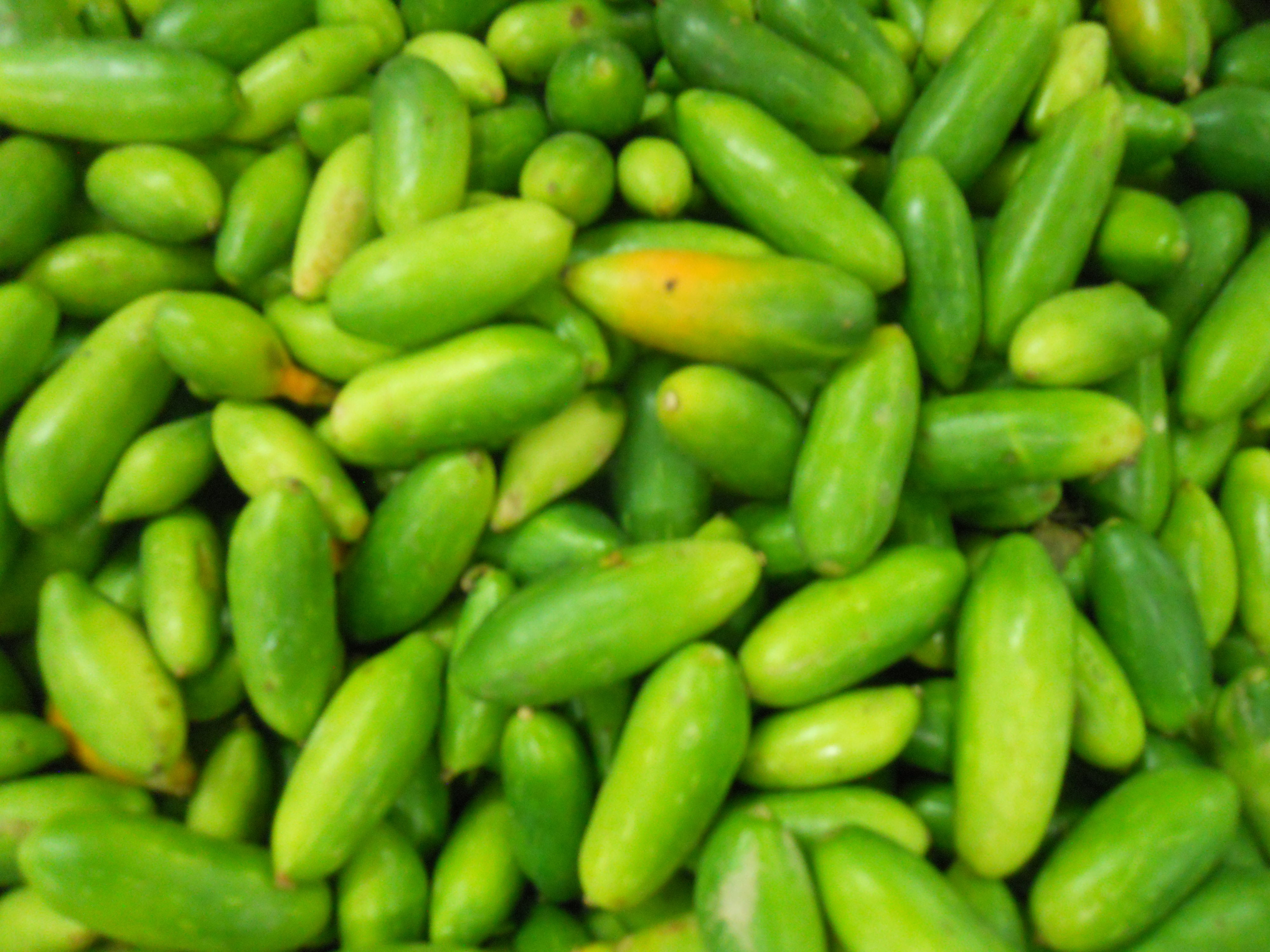
Okurky na nakládání
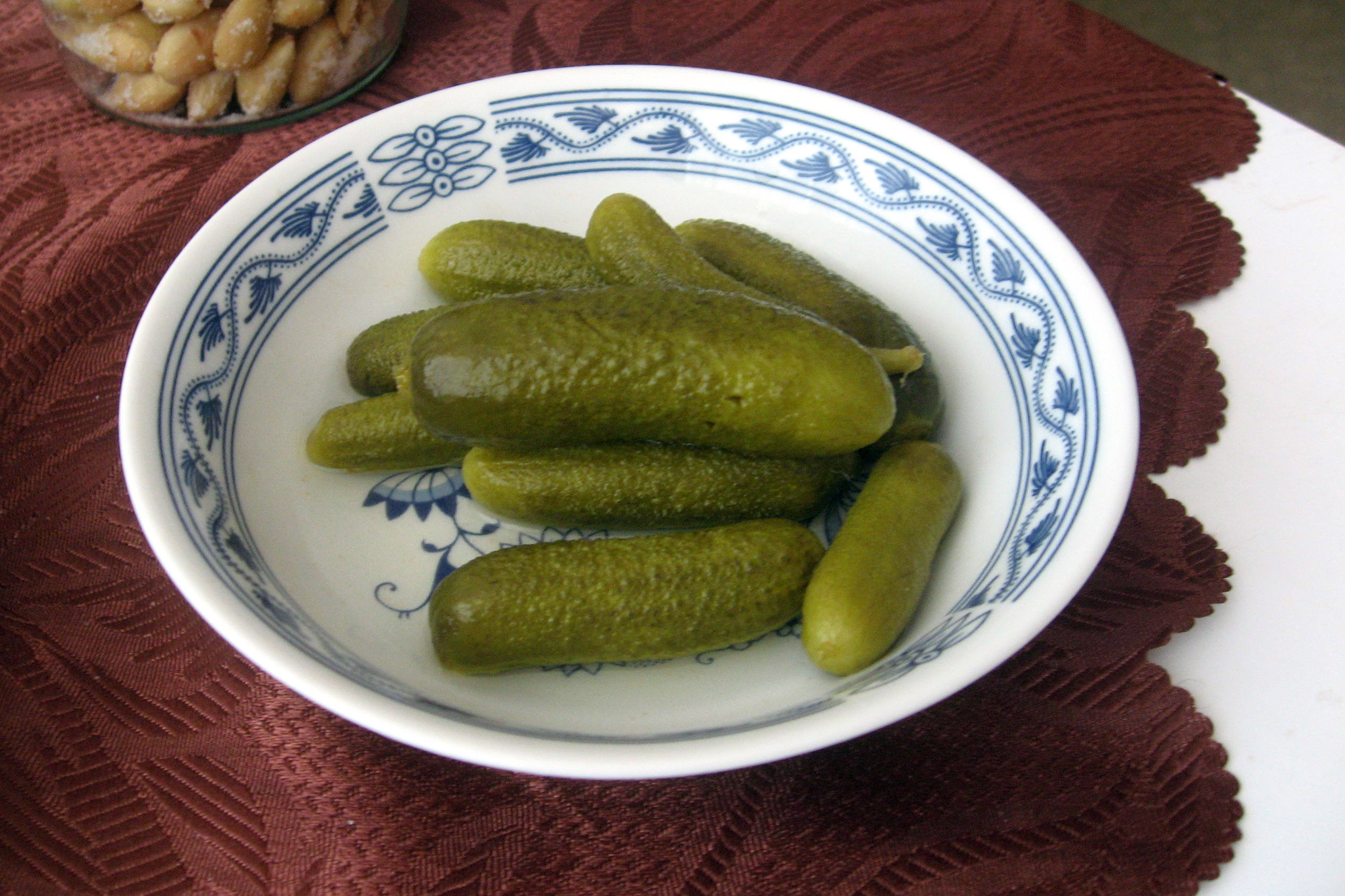
Hotové kyselé okurky
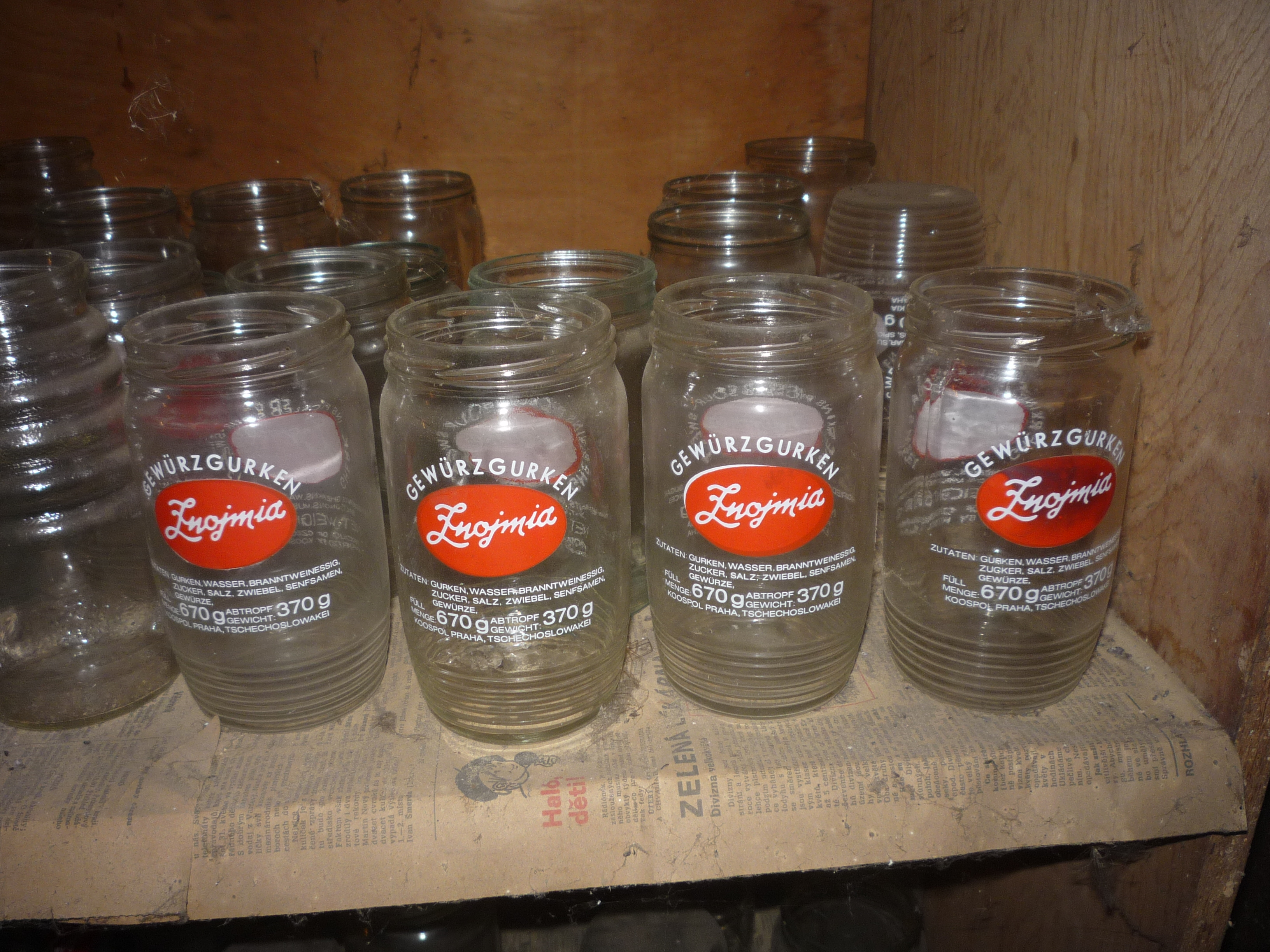
Sklenice od okurek Znojmia